# Dominik Franke (Fußballspieler)
Dominik Franke (* 5. Oktober 1998 in Riesa) ist ein deutscher Fußballspieler. Der Innenverteidiger steht beim Schweizer Zweitligisten FC Thun unter Vertrag und ist ehemaliger deutscher Juniorennationalspieler.

## Karriere

### Verein
Dominik Franke begann bei seinem Heimatverein SC Riesa mit dem Fußballspielen. Mit 13 wurde er im Nachwuchsleistungszentrum von RB Leipzig aufgenommen und spielte für dessen A- und B-Jugend in den jeweiligen Juniorenbundesligen. Mit den Jungbullen spielte der Verteidiger stets oben mit und gelangte mit der U17 im Frühjahr 2014 bis ins Finale um die deutsche Meisterschaft, wo Leipzig jedoch an Borussia Dortmund scheiterte. Während seiner Zeit in der U17 RB Leipzigs erhielt sein früherer Verein SC Riesa eine Ausbildungsprämie des DFB in Höhe von 2.200 €.
In seinem letzten A-Jugendjahr wurde er zur Saison 2016/17 fest in die Regionalligamannschaft Leipzigs integriert und verpasste als Stammkraft nur vier Partien. Im Herrenfußball fand er schließlich auch nach Jahren auf verschiedenen Positionen seinen festen Platz in der Innenverteidigung. Die Spielzeit schloss RB Leipzig II als Tabellendritter ab, wurde jedoch im Anschluss aufgelöst. Zusätzlich stand Franke in fünf Partien einsatzlos im Bundesligakader.
Im Anschluss wechselte der Abwehrspieler zum VfL Wolfsburg, der ihn mit einem bis Juni 2021 gültigen Vertrag ausstattete und fortan in seiner U23 einsetzte. Auch für die Wölfe stand er viermal im Erstligaaufgebot, kam aber zu keinem Einsatz. In seiner zweiten Spielzeit holte Franke als Stammverteidiger mit Wolfsburg II die Regionalligameisterschaft. Die U23 musste sich jedoch in den anschließenden Aufstiegspartien zur 3. Liga dem Bayernmeister FC Bayern München II geschlagen geben.
Mit dem Zweitligaaufsteiger SV Wehen Wiesbaden wurde anschließend für die Saison 2019/20 ein Leihgeschäft vereinbart. Für die Hessen stand der Innenverteidiger am 2. Spieltag beim 2:3 in Aue erstmals im Profifußball auf dem Feld, konnte sich aber ansonsten im Verlauf der Hinrunde nicht durchsetzen. Nach Unterbrechung des Spielbetriebes infolge der COVID-19-Pandemie stand er bei den restlichen neun Spielen sechsmal auf dem Platz, so dass er insgesamt auf zehn Ligaspiele und ein Pokalspiel für Wehen Wiesbaden kam.
Nach Ablauf der Saison und damit der Ausleihe gehörte Franke zunächst wieder zum Kader des VfL Wolfsburg, bevor er Mitte September 2020 zum FC Ingolstadt 04 in die 3. Liga wechselte. Mit den Schanzern stieg er am Saisonende über die Relegation in die 2. Bundesliga auf, aus der die Mannschaft in der folgenden Saison 2021/22 jedoch als Tabellenletzter wieder abstieg. Franke spielte ein weiteres Jahr mit Ingolstadt in der dritten Liga, ehe er den Verein im Sommer 2023 nach insgesamt 86 Pflichtspieleinsätzen verließ. Nach vorübergehender Vereinslosigkeit wechselte er im Oktober 2023 in die Schweiz, wo ihn der Zweitligist FC Thun verpflichtete. Dort bestritt er bis zum Saisonende noch 18 Ligaspiele und erreichte mit der Mannschaft den zweiten Tabellenplatz, scheiterte jedoch in der Relegation am Aufstieg.

### Nationalmannschaft
Franke lief in 21 Spielen für Nachwuchsnationalmannschaften des DFB auf. Mit der U19-Auswahl nahm er an der U19-Europameisterschaft 2017 teil und kam dort bis zum vorzeitigen Ausscheiden der Mannschaft nach der Vorrunde in zwei Spielen zum Einsatz.

## Erfolge
VfL Wolfsburg
- Meister der Regionalliga Nord: 2019